# Media for equity
Media for equity innebär att ett bolag erhåller reklamannonsering som riskkapital i utbyte mot aktier i bolaget. Investeringar görs oftast från mediafonder och som ägs av olika mediabolag. Ägarna till mediafonderna vill genom denna typ av transaktion nå bolag som idag inte kan maximera effekten på sin marknad i brist på riskkapital.